# Arco de Nerón
El Arco de Nerón (en latín: Arcus Neronis) fue un arco del triunfo dedicado al emperador romano Nerón y que estaba ubicado en Roma.
El arco fue erigido en algún momento entre el 58 y el 62 AD y fue concebido para conmemorar las victorias obtenidas por Cneo Domicio Corbulón en Partia (Tácito Annales 13.41; 15.18). Ubicado en las laderas de la Colina Capitolina en un emplazamiento denominado inter duos lucos, se conoce el arco a raíz de representaciones numismáticas, en las que aparece con un único paso coronado por una cuadriga.
El arco fue probablemente destruido poco después de la muerte de Nerón en el 68 AD.